# Krom
Krom é um filme de drama albanês de 2015 dirigido e escrito por Bujar Alimani. Foi selecionado como representante de seu país ao Oscar de melhor filme estrangeiro em 2017.

## Elenco
- Frefjon Ruci
- Klodjana Keco
- Mirela Naska
- Kasem Hoxha